# Chuu-Lian Terng
Chuu-Lian Terng (* 1. Februar 1949 in Hualien, Republik China (Taiwan)) ist eine chinesisch-US-amerikanische Mathematikerin.

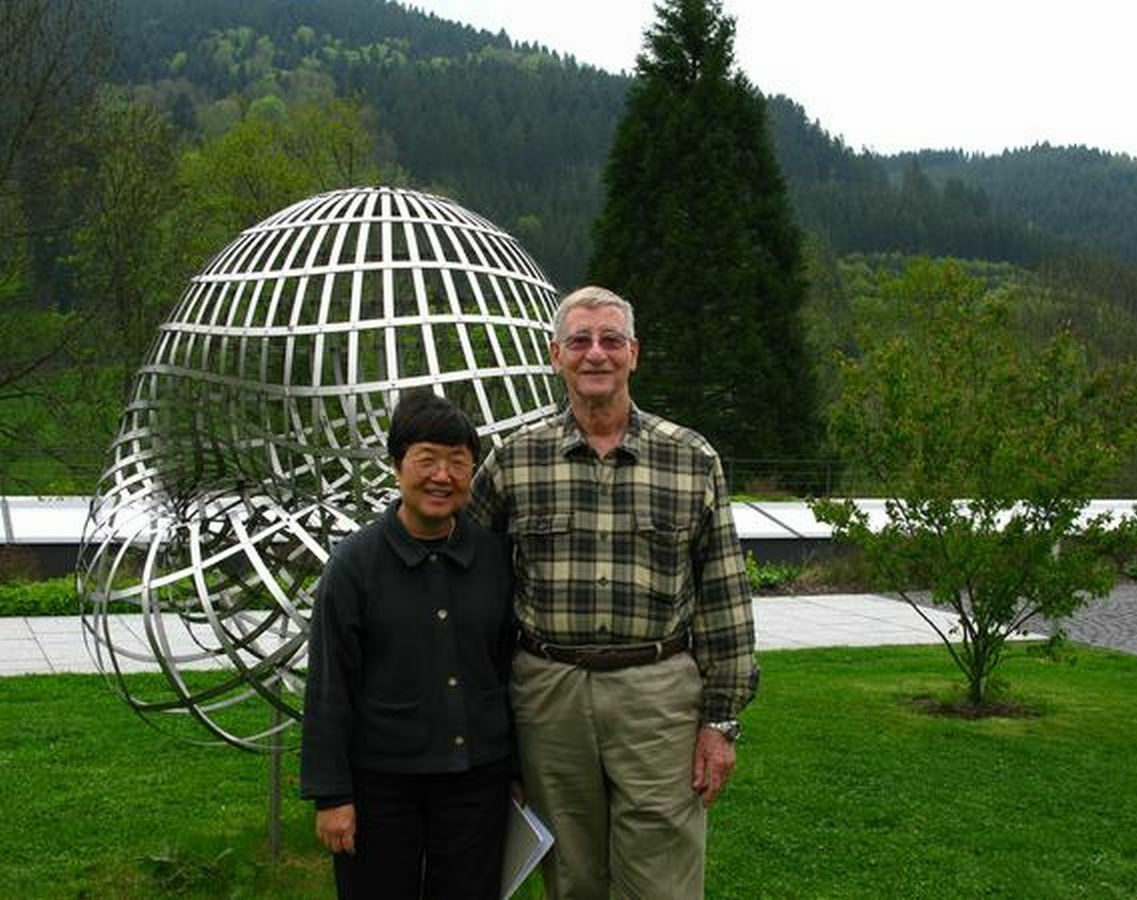
Richard Palais (rechts) und Chuu-Lian Terng (links) 2010 in Oberwolfach

Terng studierte an der Nationaluniversität Taiwan (Bachelor-Abschluss 1971) und ab 1972 an der Brandeis University, wo sie 1976 bei Richard Palais promoviert wurde (Natural vector bundles and natural differential operators). Ab 1976 war sie Lecturer an der University of California, Berkeley, 1978 wurde sie Assistant Professor an der Princeton University, 1982 Associate Professor und 1986 Professor an der Northeastern University. Außerdem ist sie seit 2004 Professor an der University of California, Irvine. 1979  und 1997/98 war sie am Institute for Advanced Study (IAS) und 1981/82 und 1991 am Max-Planck-Institut für Mathematik in Bonn. 1984/85 war sie Gastprofessorin in Berkeley.
Sie befasst sich mit Differentialgeometrie und integrablen Hamiltonschen Systemen (speziell Geometrie von Solitonengleichungen). Dabei arbeitete sie mit ihrem Ehemann Richard Palais zusammen und mit Karen Uhlenbeck, mit der sie verborgene Schleifengruppen-Symmetrien (Loop Group Actions im Raum der Solitonenlösungen) integrabler partieller Differentialgleichungssysteme untersuchte. In der Differentialgeometrie befasste sie sich mit Geometrie und Topologie von Untermannigfaltigkeiten, speziell Strukturtheorie isoparametrischer Untermannigfaltigkeiten im {\displaystyle R^{n}}.
1980 war sie Sloan Research Fellow und 1996 erhielt sie einen Humboldt-Forschungspreis. 2006 war sie Invited Speaker auf dem Internationalen Mathematikerkongress in Madrid (Applications of loop group factorization to geometric soliton equations). 1999 war sie Falconer Lecturer der Association for Women in Mathematics (AWM, deren Präsident sie 1995 bis 1997 war) und der Mathematical Association of America (Geometry and Visualization of Surfaces). 2003 bis 2006 war sie im wissenschaftlichen Rat des MSRI und 1998 bis 2001 in dem des IAS Summer Institute in Park City. Außerdem ist sie Mitglied im Rat des Nationalen Zentrums für Theoretische Wissenschaften in Taiwan. Sie ist Fellow der American Mathematical Society.
Sie ist Herausgeberin des Taiwanese Journal of Mathematics und von Communications in Analysis and Geometry. 1997 bis 2001 war sie Herausgeberin der Transactions of the American Mathematical Society.
1994 gründete sie mit Karen Uhlenbeck ein Mentorprogramm für Frauen in der Mathematik am Institute for Advanced Study (Women and Mathematics, WAM).

## Schriften
- mit Richard Palais Submanifold Geometry and Critical Point Theory, Springer Verlag 1988
- als Herausgeberin Integrable systems, geometry and topology, AMS 2006
- mit Karen Uhlenbeck: Geometry of solitons, Notices AMS, 2000, Nr.1